# Fuerzas Logísticas de Ucrania
Las Fuerzas Logísticas de Ucrania  son una rama independiente dentro de las Fuerzas Armadas de Ucrania, responsable del suministro técnico y logístico, así como del almacenamiento de toda la gama de armamento, municiones, equipo militar y víveres.
Su misión es garantizar el apoyo continuo de las unidades de combate mediante la gestión eficiente de recursos materiales, transporte, mantenimiento, reparación y distribución de suministros esenciales en tiempos de paz y durante operaciones militares. 
Estas fuerzas desempeñan un papel estratégico en la preparación operativa del ejército ucraniano, asegurando la sostenibilidad del esfuerzo bélico en todos los niveles del conflicto.

## Historia
En la primavera de 2018, de conformidad con el decreto presidencial del 22 de febrero de 2018 n.º 39/2018, se estableció el Comando de las Fuerzas Logísticas de las Fuerzas Armadas de Ucrania en la estructura de las Fuerzas Armadas de Ucrania, que combinó los servicios logísticos y las armas de las Fuerzas Armadas de Ucrania.
Del 3 al 13 de junio de 2019, representantes del Comando de las Fuerzas Logísticas de las Fuerzas Armadas de Ucrania participaron en el mayor ejercicio logístico internacional de la OTAN «Capable Logistician 2019», que se celebró en la República de Polonia. El 31 de agosto de 2019, la Secretaría de Consulta, Mando y Control del Cuartel General de la OTAN (SZC) incluyó a Ucrania en la lista de países que utilizan el software LOGFAS.
Durante 2020, las Fuerzas Armadas de Ucrania continuaron formando un sistema de apoyo logístico de acuerdo con los estándares de la OTAN, en particular, para fines de 2020, se planea crear el Comando de las Fuerzas Logísticas como una estructura única. En particular, se prevé desplegar brigadas logísticas separadas de comandos operacionales, que incluirán batallones de automóviles, batallones logísticos y unidades de reparación de comandos operacionales existentes.
Para finales de 2020, se planeó transferir el Comando de las Fuerzas Logísticas al personal de una sola estructura militar-organizativa, cumpliendo así plenamente la tarea de reforma de la defensa para fusionar las unidades y subdivisiones de la Retaguardia de las Fuerzas Armadas y el Armamento de las Fuerzas Armadas.
El 1 de enero de 2022, las Fuerzas Logísticas recibieron el estatus de una rama separada de las fuerzas.

## Estructura
| Unidades | Unidades                                                                  | Nomenclatura |
| -------- | ------------------------------------------------------------------------- | ------------ |
|          | 6.º Arsenal                                                               | A1479        |
|          | 48.º Arsenal                                                              | A1119        |
|          | 62.º Arsenal                                                              | A1201        |
|          | 65.ª Base Central de Almacenamiento de Misiles y Municiones de Artillería | A1352        |
|          | 145.º Regimiento Independiente de Reparación y Recuperación               | A1080        |
|          | 482.º Centro de Diseño y Tecnología                                       | A2070        |
|          | 732.ª Base Central de Artillería                                          | A0153        |
|          | 1282.ª Base Central de Almacenamiento y Reparación de Armamento Blindado  | A2730        |

## Comandantes
Los 3 comandantes que han tenido hasta el momento las Fuerzas Logísticas han sido:
- 2019-2021: Oleh Vitálievich Vishnevskí, teniente general.
- 2021-2024: Oleh Viktorovich Huliak, general de división.
- Desde 2024: Volodímir Volodímirovich Karpenko, general de división.